# Folklorna skupina Sava Kranj
Folklorna skupina Sava Kranj (FS Sava) je bila ustanovljena leta 1949, ko je za dan republike 29. 11. 1949 imela tudi svoj prvi nastop v tovarni Sava.

## Nastop ob 75 letnici delovanja skupine
Decembra 2024, ob 75. jubileju je FS Sava Kranj pripravila dva slavnostna koncerta v Prešernovem gledališču Kranju in enega mesec kasneje v kulturnem domu v Stražišču. Nastop je imel naslov: Za mejo. Nastop je bil posvečen 150. obletnici rojstva Rudolfa Maista. Plesi so predstavljali ljudsko izročilo slovenskega zamejstva. 

## Plesi Folklorne skupine Sava Kranj
| PLES, leto postavitve                                      | Plesna priredba           | Glasbena priredba          | Pesmi v plesu                                               |
| GORENJSKI PLESI:                                           |                           |                            |                                                             |
| Gorenjski delovni (z metlo), 1967                          | Tončka Marolt             | Tončka Marolt              | Fantje po polj gredo, Suštarska, Metva                      |
| Gorenjski svatbeni, 1967/68                                | Tončka Marolt             | Tončka Marolt              | Lenčka, Janez (majolka)                                     |
| Ofreht delati ali rumplant, 1990                           | Zvone Gantar              | Janez Fabijan              | n.p.                                                        |
| Fantovski krst, 1996                                       | Metka Hegler              | Vinko Šorli                | Za goram grmi se bliska                                     |
| Gorenjski plesi (Barbini), 1997                            | Barbara Kušar             | Vinko Šorli                | solo (Pa sm fantič vesel), Svitaj se beli dan               |
| Na preji, 2001                                             | Tomaž Gantar              | Vinko Šorli                | Moj fantič je na Trolsko vandral, Oj zdaj gremo             |
| Odhod k vojakom, 2002                                      | Tomaž Gantar              | Tomaž Gantar               | n.p.                                                        |
| Sitarski, 2008                                             | Tomaž Gantar              | Vinko Šorli                | stražiška                                                   |
| Ta potrkan ples, 2009                                      | Tomaž Gantar              | Neža Žgur                  | Polka je ukazana                                            |
| Jaz pa pojdem na Gorenjsko, 2015                           | Tomaž Gantar              | Vinko Šorli                | Jaz pa pojdem na Gorenjsko                                  |
| ŠTAJERSKI PLESI                                            |                           |                            |                                                             |
| Štajersko vlečenje ploha - cirkovški ploharji/pustna, 1989 | Vasja Samec               | Janez Fabijan in godci FSS | Preljubi svet Onzek                                         |
| Na kolinah - vzhodno Štajerski ples, 1999                  | Tomaž Gantar              | Tomaž Gantar               | punce: Veseli čas prihaja / fantje: Vse te polanske dekline |
| Čajovka - zahodno Štajerski in Savinjski ples, 2003        | Tomaž Gantar              | Tomaž Gantar               | to pa res mene najbolj veseli                               |
| Floskarski bal, 2012                                       | Tomaž Gantar              | Tomaž Gantar               | Tam v Štajerski deželi                                      |
| Razkrižje, 2012                                            | Tomaž Gantar              | Neža Žgur                  | Aleluja                                                     |
| PREKMURSKI PLESI                                           |                           |                            |                                                             |
| Prekmurski plesi, 1972                                     | Mirko Ramovš              | Julijan Strajnar           | fsaka ftica je vesela / fsaki fantič lubo ima               |
| Prekmurski plesi ob luščenju koruze, 1996                  | Zvonko Gantar             | Vinko Šorli                | jagrič                                                      |
| Prekmurski plesi, 1999                                     | Janja Ravnikar            | Bruno Ravnikar             | punce: micika f püngradi / fantje: dobr večer               |
| Gorička suita, 2004                                        | Tomaž Gantar              | Tomaž Gantar               | Ne de mi več rastla travica zelena                          |
| Čardaš, 2008                                               | Tomaž Gantar              | Tomaž Gantar               | Madžarica                                                   |
| Porabje, 2013                                              | Tomaž Gantar              | Tomaž Gantar               | Gizdava, Po lougi lejče                                     |
| BELOKRANJSKI PLESI                                         |                           |                            |                                                             |
| Belokranjski plesi, 1966                                   | Tončka Marolt             | Matija Tomc                | zelena mala dubrava/hruška, jabuke, slive                   |
| Belokranjski plesi, 1885                                   | Svetlana (Košič) Draksler |                            |                                                             |
| Jurjevanje, 1989                                           | Zvonko Gantar             |                            |                                                             |
| Igraj kolo - ples Preloke in Adlešičev, 1996               | Barbara Kušar             | Janez Krmelj               | več pesmi                                                   |
| Povabilo v kolo, 1997                                      | Barbara Kušar             |                            |                                                             |
| Povabilo v kolo, 2004                                      | Tomaž Gantar              | Nena Močnik                | več pesmi                                                   |
| Kola starega trga ob Kolpi, 2011                           | Tomaž Gantar              |                            |                                                             |
| Kostelski pir, 2011                                        | Tomaž Gantar              | Tomaž Gantar               | Dajte, dajte / Seljančica                                   |
| DOLENJSKI PLESI                                            |                           |                            |                                                             |
| Dobrepoljska ohcet, 1987                                   | Mirko Ramovš              | Brane Žerjal, Janez Fabian | pa je bla ohcet v kangalileji / abraham                     |
| PRIMORSKI PLESI                                            |                           |                            |                                                             |
| Primorski plesi, 1979                                      | Sašo Zupan, Janez Oštir   | Brane Žerjal, Vinko Šorli  | kej me boš tako zamjeru                                     |
| Goriška šagra, 1994                                        | Petra Flajnik             | Vinko Šorli                | punce: dokler sm bla mlada / fantje: ne bom se hodil ženit  |
| Stu ledi, 2009                                             | Tomaž Gantar              | Vinko Šorli                | stu ledi                                                    |
| REZIJSKI PLESI                                             |                           |                            |                                                             |
| Plesi iz doline Rezije, 1969                               | Mirko Ramovš              | Julijan Strajnar           | Da pa nocö, Da höra ta Banörina                             |

## Strokovno vodenje skupine
- 1949 - 1965 Kiro Deskovski[1]
- 1965 - 1985 Andrej Košič
- 1985 - 1992 Mateja Jaklin, Bojan Čebašek pomočnik
- 1993 - Zvone Gantar: prva skupina 30. plesalcev, Mateja Jaklin: druga skupina 24. plesalcev,  Vinko Šorli: 13 inštrumentalistov, Janez Krmelj: 19-članska skupina tamburašev in Branka Potočnik: pevski kvintet.
- 1994 - 2000: Barbara Kušar, Metka Hegler, Petra Flajnik
- 2000 - Tomaž Gantar[3]. Tina Koprivec, vodja mladinske skupine od jeseni 2019[3].

## Sekcije
Folklorna skupina ima več skupin:
- mladinsko skupino
- vodilno skupino
- godčevski sestav
- Dečve, pevke folklorne skupine Sava Kranj[4][5]

## Nagrade in odlikovanja
- leta 1978 je FS SAVA prejela VELIKO PREŠERNOVO PLAKETO od Kulturne skupnosti občine Kranj,
- leta 1981 je FS SAVA prejela pismeno ZAHVALO od Republiške konference Zveze socialistične mladine Slovenije za delo z mladimi,
- leta 1983 je FS SAVA dosegla na mednarodnem tekmovalnem festivalu v Zakopanah na Poljskem TRETJE MESTO za izvirnost izvedene plesne točke med reproduktivnimi skupinami,
- leta 1986 je FS SAVA prejela ZNAK ZRVS Slovenije za ustvarjalen prispevek k delovnim uspehom med mladimi,
- leta 1987 je FS SAVA prijela PRIZNANJE od Zveze kulturnih organizacij Slovenije,
- leta 1999 je FS SAVA prejela VELIKO PLAKETO mestne občine Kranj,
- leta 2001 je FS SAVA prejela Maroltovo plaketo za izjemno kvalitetno in dolgoletno delovanje na folklornem področju,
- leta 2008 FS SAVA na mednarodnem folklornem festivalu na Poljskem izmed 15 tujih skupin prejme prestižno NAGRADO za prikaz najbolj izvirnega sporeda,
- ob 60. obletnici je skupina prejela Zlato plaketo Zveze kulturnih društev Slovenije in PRIZNANJE ZLTS Slovenije,
- leta 2014 FS SAVA prejema prestižno NAGRADO Mestne občine Kranj

## Galerija
- FS SAVA Kranj Slovenija. Festival: Fetes de la vigne du 21 au 26 aout 2018 DIJON Francija
- Godci. FS SAVA Kranj Slovenija. Festival: Fetes de la vigne du 21 au 26 aout 2018 DIJON Francija
- FS SAVA Kranj Slovenija. Festival: Fetes de la vigne du 21 au 26 aout 2018 DIJON Francija
- FS SAVA Kranj Slovenija. Festival: Fetes de la vigne du 21 au 26 aout 2018 DIJON Francija
- FS SAVA Kranj Slovenija. Festival: Fetes de la vigne du 21 au 26 aout 2018 DIJON Francija
- OBMOČNO SREČANJE ODRASLIH FOLKLORNIH SKUPIN, 10. 3. 2019[6], Kulturni dom Ignaca Borštnika Cerklje na Gorenjskem, Kulturno društvo Sava Kranj, Folklorna Skupina Sava.
- FS SAVA Kranj, godci. Festival: FOLKLORE MEETRING BY THE 'BUG' RIVER, Soklow Podlaski, 13. 9. 2019 Poljska.
- FS SAVA Kranj, godci in plesalke. Festival: FOLKLORE MEETRING BY THE 'BUG' RIVER, Soklow Podlaski, 13. 9. 2019 Poljska.
- Ta potrkan ples, Gorenjski plesi. Nastop ob 70. letnici skupine v Prešernovem gledališču v Kranju.
- Folklorna skupina SAVA Kranj, Slovenija. SUBOTICA - SZABADKA SRBIJA, 23 - 27. 8. 2022 INTERETNO FESTIVAL[7].  Otvoritvena slovesnost[8][9].
- Folklorna skupina SAVA Kranj, Slovenija. SUBOTICA - SZABADKA SRBIJA, 23 - 27. 8. 2022 INTERETNO FESTIVAL[10][11].  Skupinsko slikanje skupine FS SAVA Kranj po natopu skupine.

### Plesi: Video posnetki
- Folklorna skupina Sava Kranj - Gorička suita
- Folklorna skupina Sava Kranj - Stu ledi
- Ta potrkan ples
- Maroltovo srečanje, Mengeš 5. 5. 2022. FS SAVA Kranj. Naslov odrske postavitve: GORIŠKA ŠAGRA.

### Gostovanja: Video posnetki
- FETES DE LA VIGNE DIJON LE 26 AOUT 2018   FS SAVA at 21,20 minutes (cca 1, 20 min)